# この世界に生まれたわけ
「この世界に生まれたわけ」（このせかいにうまれたわけ）は、FUNKY MONKEY BABYSの18枚目のシングル。2012年2月15日に ドリーミュージックから発売された。

## 概要
前作「LOVE SONG」から3ヶ月ぶりとなる2012年1作目のシングル。ジャケットには女優の松下奈緒が起用されている。また、彼女が主演を務めるフジテレビ系『早海さんと呼ばれる日』主題歌。価格（通常盤）は555円（税込）の低価格シングルであるため、カップリング曲は収録されていない。

## 収録曲

### 通常盤
1. この世界に生まれたわけ
  - 作詞：FUNKY MONKEY BABYS 作曲：FUNKY MONKEY BABYS・YANAGIMAN 編曲：YANAGIMAN
2. この世界に生まれたわけ（instrumental）

### 初回限定盤
収録曲は通常盤と同じで、「この世界に生まれたわけ」のPVを収録したDVD付。